# Hadena clarescens
Hadena clarescens là một loài bướm đêm trong họ Noctuidae.